# Benedicto Kiwanuka
Benedicto Kabimu Mugumba Kiwanuka (ur. 8 maja 1922, zm. 22 września 1972) – ugandyjski sędzia i polityk.
Był oficerem w brytyjskiej armii kolonialnej. Stał na czele katolickiego odłamu ludu Buganda. W 1958 został przewodniczącym Partii Demokratycznej. Od 2 lipca 1961 sprawował urząd głównego ministra, a od 1 marca 1962 do 30 kwietnia 1962 – pierwszego premiera Ugandy (rządu autonomicznego). Później przeniósł się do opozycji. Zginął, zamordowany w nieznanych okolicznościach przez tajną policję dyktatora Idiego Amina.